# Victoria Francés
Victoria Francés es una ilustradora valenciana, nacida el 25 de octubre de 1982.

## Biografía
Victoria Francés nace en Valencia el 25 de octubre de 1982, pero parte de su infancia se desarrolla en Galicia. Más tarde, vuelve a su ciudad natal donde cursa sus estudios de Bellas Artes en la Facultad de San Carlos de la Universidad Politécnica de Valencia
El primer volumen de la trilogía FAVOLE, publicado por Norma Editorial en el año 2004, se convierte en su primera obra ilustrada. El conjunto de la trilogía Favole (2004-2007) muestra temáticas relacionadas con el romanticismo oscuro, cuyas máximas influencias provienen del movimiento artístico prerrafaelita y de las obras más conocidas del género gótico. Fue obra revelación en diversos certámenes y cosechó un gran éxito en los países donde se publicó.
Posteriormente, la editorial estadounidense Dark Horse se interesó por su trabajo y desde entonces ha publicado algunas de sus obras en Norteamérica, aumentando así su base de seguidores. Se dio a conocer en el XXII Salón del Cómic de Barcelona, donde hizo su primera aparición pública y ganó el respeto de autores de renombre.
Al mercado se han lanzado calendarios centrados en su arte y otros productos de merchandising como pósteres, rompecabezas, puzles, cartas de tarot o artículos de papelería.
A pesar de estar todavía en plena efervescencia el movimiento gótico, Victoria decide experimentar con diferentes temáticas y en 2007 varía la orientación de su carrera artística con EL CORAZÓN DE ARLENE (Planeta DeAgostini), obra en la que la autora mezcla sueños y realidad social.
En 2009, muestra un nuevo cambio en su registro artístico con la publicación del primer volumen de MISTY CIRCUS (Norma Editorial), una novedosa colección de libros sobre el mundo decadente de los circos ambulantes, dirigida especialmente a un público infantil. A finales del mismo año se publica también DARK SANCTUARY (Astiberri Ediciones), una nueva obra en colaboración con Dark Sanctuary, banda francesa de estilo "dark atmospheric", proyecto cuya fusión entre música e ilustración pretende reflejar la conmovedora belleza de las sombras.
LA NOCHE DE LAS BRUJAS (Norma Editorial 2010) se convierte en el título del segundo volumen de MISTY CIRCUS, cuya continuación de la historia se desarrolla durante la ancestral noche de Samhain de la cultura pagana.
En 2011 se edita nuevamente la trilogía Favole en un único volumen llamado INTEGRAL FAVOLE (Norma Editorial) donde se recopilan los tres libros junto con esbozos inéditos e ilustraciones especiales para dicha edición. Un año más tarde se publica EL LAMENTO DEL OCÉANO (Norma Editorial 2012), un nuevo relato ilustrado donde la autora presenta a una sirena de imagen lánguida y espectral como protagonista. 
Al mismo tiempo en que trabaja en la creación de sus próximas obras, Victoria Francés también realiza imágenes individuales para licencias de merchandising, trabajos por encargo o ilustraciones variadas para colaborar con otros artistas, de los cuales destacaría la ilustración “Hekate” realizada especialmente para el álbum “Luna” de la banda alemana de Pagan Folk, Faun, y el artwork completo para un nuevo CD titulado "Naked Harp" de la banda de Pagan Folk, Omnia.
A finales del año 2014, Victoria presenta un nuevo proyecto llamado MANDRAKMOORS en el que trabaja en colaboración con FairyLand, empresa surcoreana de muñecas bjd. En este nuevo proyecto, la autora pretende combinar el diseño de nuevos personajes relacionados con el mundo de la brujería y las tradiciones paganas, con la posterior creación de estos en muñecas bjd de la mano de FairyLand. 
Actualmente, Victoria Francés se encuentra finalizando la primera obra de MANDRAKMOORS, cuya protagonista será Sionna Fómhar, primer personaje y muñeca bjd del universo MandrakMoors.
El lanzamiento de la obra está previsto para finales del año 2015.

## Estilo
El estilo de Victoria Francés está inspirado en el movimiento gótico, considerándose su obra un referente de la ilustración de este género: mujeres fantasmales con vestidos largos y referencias vampíricas. Sus ilustraciones suelen mostrar personajes solitarios, mujeres jóvenes o parejas en una atmósfera romántica o melancólica. Recibe influencias de varios escritores, entre los que se encuentran Edgar Allan Poe, Anne Rice, Goethe, Baudelaire, Bram Stoker, de ilustradores como Brian Froud, Arthur Rackham, Edmund Dulac o Luis Royo, y grupos de música entre los que destaca Dark Sanctuary con los que ha colaborado en 2009. 
Así mismo, cabe destacar el cambio de registro que se observa en obras como Misty Circus o MandrakMoors, donde la autora utiliza un estilo menos realista y orientado a un público más amplio. Sin embargo, mantiene la esencia de su trabajo o la melancolía existente en todas sus obras.